# Sèrie 3500 de FGV
La sèrie 3500 de FGV és una sèrie de material rodant ferroviari sorgida de la reforma de certes unitats de la sèrie 1000 l'any 1988 per l'empresa valenciana Miró Reig sobre les unitats fabricades per MACOSA, que va renovar les peces i maquinària de les unitats. Estes unitats reformades en parells de cotxes motor i remolc prestaren servei en les línies a Rafelbunyol i el Cabanyal abans que estes línies foren reformades i passaren a integrar les línies 3 i 4 de Metrovalència tal com les coneixem hui en dia. Llavors les substituïren les 3800 en els segments tramviaris i les 3900 en els de metro.

## Història
Les sèrie 3500 s'originen com a una reforma de les sèrie 1000, unitats adquirides originàriament el 1955 per la CTFV i que en el moment de la creació de Metrovalència eren les unitats més veteranes.